# Betlembrug
De Betlembrug is de naam voor een brug in de autosnelweg A9 over het Amsterdam-Rijnkanaal tussen Muiden en Amsterdam-Zuidoost.
De brug is gebouwd in het kader van het wegenbouwproject Project Schiphol-Amsterdam-Almere, dat dient om de capaciteit op o.a. de autosnelwegen A1 en A9 te verbeteren. Sinds de ingebruikname van de verbindingen in september 2016 en maart 2017, zijn de naastgelegen Muiderbrug en de bestaande infrastructuur van Knooppunt Diemen ontlast. Deze verbinding ligt ongeveer 200 meter ten zuiden van de Muiderbrug.

## Bouw
De aanleg van de verbinding over het kanaal begon in april 2014; er is gekozen voor de bouw van drie afzonderlijke bruggen, omdat de brug in een bocht ligt. Door de verkanting zou het hoogteverschil tussen de beide zijden te hoog worden bij de bouw van één brug met de volledige breedte. De bruggen hebben de volgende afmetingen:
- een zuidelijke brug van 17 meter breed (3 rijstroken + vluchtstrook) voor de rijbaan vanuit Amsterdam-Zuidoost naar de A1 richting Amersfoort en Amere;
- een middenbrug van 11 meter breed voor de wisselbaan met 2 rijstroken;
- een noordelijke brug van 21 meter breed (4 rijstroken + vluchtstrook) voor de rijbaan van de A1 vanuit Amersfoort en Almere richting Amsterdam-Zuidoost.

De bruggen zijn gebouwd volgens de uitbouwmethode vanuit hamerstukken op de pijlers.

## Naamgeving
De naam is ontleend aan de naam van de uitspanning Betlem, Venetië van het Noorden met park, theetuin en natuurzwembad van Hermanus Betlem dat van 1927 tot 1934 op de westelijke oever van het gebied lag. In 1936 verkocht Betlem de grond aan de staat. De Duitse bezetters vestigden er vervolgens van februari tot oktober 1942 een werkkamp voor Joodse dwangarbeiders. Deze werden ingezet om de dijk langs het kanaal te verhogen.

## Gefaseerde ingebruikname
Op 22 augustus 2016 is het zuidelijk deel in gebruik genomen voor het verkeer vanaf de Gaasperdammerweg naar de A1 in de richting Amersfoort en Almere .
Op 13 maart 2017 is de rijbaan richting Amsterdam Zuidoost op het noordelijk deel in gebruik genomen.
Later in het voorjaar van 2017 wordt de wisselbaan op het middendeel in gebruik genomen.

## Bodemvervorming
Begin 2018 bleek dat het westelijke landhoofd van de brug zich langzaam verplaatste door vervorming van de bodem. Volgens de minister van Infrastructuur en Waterstaat zou dat kunnen leiden tot "een lager niveau van constructieve veiligheid". De aannemer probeert nu het grondlichaam te verstevigen en de landhoofden te verankeren, waarmee de brug weer als nieuw zou moeten gelden.